# Carlos Samuel Moreno Terán
Carlos Samuel Moreno Terán (Cananea, Sonora, 4 de noviembre de 1962) es el sexto de diez hermanos, licenciado en Derecho por la Universidad de Sonora, Fue diputado y coordinador del Grupo Parlamentario del PRI en el Congreso del Estado de Sonora.
Fue diputado local del Partido Revolucionario Institucional en la LX Legislatura del Congreso del Estado de Sonora.

## Trabajo legislativo
Diputado local electo en la LVII Legislatura del Congreso del Estado de Sonora.
Diputado federal por Sonora para el período 2009-2012 de la Cámara de Diputados.
Secretario de la mesa directiva 2010-2011 de la LXI Legislatura del Congreso de la Unión.
Secretario de la mesa directiva 2009-2010 encargado del registro de la asistencia y votaciones de la Cámara de Diputados.
Miembro de la Comisión Especial para el seguimiento de los conflictos mineros en el país; el grupo de trabajo para el estudio de la normatividad del pleno en la Cámara de Diputados y el grupo de trabajo para el seguimiento a los daños del Huracán Jimena en Baja California y Sonora.

## Conflicto minero de Cananea
En México, las minas operan al amparo de una concesión otorgada por el Gobierno Federal.
Presentó punto de acuerdo para la revisión y posible cancelación de la concesión otorgada a Grupo México para operar la mina en Cananea, la cual se encuentra en huelga desde el 2007.
Fue invitado a participar en el Grupo Especial del Senado de la República para la Atención del Conflicto Minero en Cananea.